# Wirgarten Fulda
Koordinaten: 50° 32′ 41,5″ N, 9° 39′ 25,4″ O
Der Wirgarten Fulda (Eigenschreibweise u. a. auch WirGarten Fulda) ist ein Tierpark in der osthessischen Stadt Fulda, in dem überwiegend Haus- und Nutztiere gehalten werden. Er wurde 1965 als Heimattiergarten Fulda vom Verein Heimattiergarten Fulda e. V. gegründet. Am 21. Oktober 2023 wurde er unter dem Namen „WIRGARTEN“ nach längerer Schließung von der Stadt Fulda wieder eröffnet. Träger ist die Kinder-Akademie Fulda gGmbH.

## Lage
Der Heimattiergarten liegt oberhalb der Fuldaauen im Stadtbezirk Westend, in der Ortslage Neuenberg. Oberhalb des Heimattiergartens befinden sich der Stadtteil Sickels und der Stadtbezirk Galerie.

## Geschichte
Der Heimattiergarten wurde im Jahr 1965, hervorgehend aus einem ehemaligen Geflügelzuchtverein, gegründet. Der Trägerverein war der Heimattiergarten Fulda e. V. Von Mai 2016 bis April 2017 war der Tiergarten wegen Mängeln in der Tierhaltung geschlossen; das zuständige Veterinäramt hatte die Öffnung untersagt.

## Ausbau
Im Rahmen der Landesgartenschau Fulda 2023 erfolgte eine Erweiterung und Umgestaltung des Tiergartens. Während der Landesgartenschau war der WIRGARTEN verknüpft mit dem Teilbereich „Landwirtschaft & Natur“. Die Fertigstellung verzögerte sich allerdings.  Doch seit der Eröffnungswoche im November 2023 ist der WIRGARTEN fertiggestellt und eröffnet.